# Hu Yulan
Dans ce nom chinois, le nom de famille, Hu, précède le nom personnel Yulan.
Hu Yulan, née le 10 juin 1945 à Jinzhou (Liaoning) et morte le 18 octobre 2021 à Créteil, est une pongiste chinoise. Elle remporte trois médailles mondiales dont un titre en simple en 1973 et un par équipes en 1975 ainsi qu'une médaille d'argent par équipes en 1973.

## Biographie
Hu Yulan naît à Jinzhou (Liaoning) en 1945. Elle commence à s'entraîner au tennis de table à l'âge de 14 ans. Grâce à son talent, elle est sélectionnée avec succès dans l'équipe du Liaoning en seulement un an. 
En 1964, Hu Yulan est sélectionnée dans l'équipe nationale d'entraînement de tennis de table et devient officiellement membre de l'équipe nationale de tennis de table l'année suivante.
Hu Yulan est initialement une défenseuse. Plus tard, sur les conseils de l'entraîneur Liang Youneng, elle abandonne la défense et passe à l'offensive. 
Lors des 32es championnats du monde de tennis de table à Sarajevo en 1973, Hu Yulan a finalement l'occasion de faire ses preuves. Elle bat la star tchèque Alice Grofová (de) en finale du simple féminin sur le score de 3-0 et devient la troisième athlète à remporter la Ji Geist Cup dans l'histoire du tennis de table chinois après Qiu Zhonghui et Lin Huiqing.
Lors des 33es championnats du monde de tennis de table en 1975, après avoir travaillé avec ses coéquipières pour reconquérir le championnat par équipe féminine après 10 ans d'insuccès, Hu Yulan, 30 ans, choisit de prendre sa retraite et de devenir entraîneur de l'équipe nationale. Pendant la période d'entraîneur, Hu Yulan a entraîné successivement Yan Guili (en), Geng Lijuan (en) et d'autres joueuses célèbres. Elle reçoit à deux reprises la Médaille d'honneur du sport de la Commission nationale des sports et remporte le titre d'entraîneur de l'année en 1981.
Après avoir quitté l'équipe nationale chinoise, Hu Yulan déménage en France en 1987 et devient entraîneur nationale de l’équipe de France féminine en 1988 et en 1991. L’équipe de France féminine obtient la médaille de bronze aux championnats du monde par équipes à Chiba (Japon). Elle reste en responsabilité à l’INSEP jusqu’en 1996. Après avoir entraîné l'équipe de France pendant dix ans, Hu Yulan annonce sa retraite.